# (79,27,9)-Blockplan
Der (79,27,9)-Blockplan ist ein spezieller symmetrischer Blockplan. Um ihn konstruieren zu können, musste dieses kombinatorische Problem gelöst werden: eine leere 79 × 79 - Matrix wurde so mit Einsen gefüllt, dass jede Zeile der Matrix genau 27 Einsen enthält und je zwei beliebige Zeilen genau 9 Einsen in der gleichen Spalte besitzen (nicht mehr und nicht weniger). Das klingt relativ einfach, ist aber nicht trivial zu lösen. Es gibt nur gewisse Kombinationen von Parametern (wie hier v = 79, k = 27, λ = 9), für die eine solche Konstruktion überhaupt machbar ist. In dieser Übersicht sind die kleinsten solcher (v,k,λ) aufgeführt.

## Eigenschaften
Dieser symmetrische Blockplan hat die Parameter v = 79, k = 27, λ = 9 und damit folgende Eigenschaften:
- Er besteht aus 79 Blöcken und 79 Punkten.
- Jeder Block enthält genau 27 Punkte.
- Je 2 Blöcke schneiden sich in genau 9 Punkten.
- Jeder Punkt liegt auf genau 27 Blöcken.
- Je 2 Punkte sind durch genau 9 Blöcke verbunden.

## Existenz und Charakterisierung
Es existieren mindestens 1463 nichtisomorphe 2-(79,27,9) - Blockpläne. Acht dieser Lösungen sind: 
- Lösung 1 (dual zur Lösung 2) mit der Signatur 13·4, 39·6, 13·9, 13·12, 1·78. Sie enthält 689 Ovale der Ordnung 3.
- Lösung 2 (dual zur Lösung 1) mit der Signatur 13·12, 13·15, 13·21, 39·24, 1·312. Sie enthält 13 Ovale der Ordnung 4.
- Lösung 3 (dual zur Lösung 4) mit der Signatur 26·3, 13·4, 13·9, 1·13, 26·18. Sie enthält 390 Ovale der Ordnung 3.
- Lösung 4 (dual zur Lösung 3) mit der Signatur 52·27, 26·45, 1·546. Sie enthält 13 Ovale der Ordnung 4.
- Lösung 5 (dual zur Lösung 6) mit der Signatur 13·4, 65·9, 1·13. Sie enthält 468 Ovale der Ordnung 3.
- Lösung 6 (dual zur Lösung 5) mit der Signatur 26·51, 26·69, 26·162, 1·572. Sie enthält 39 Ovale der Ordnung 4.
- Lösung 7 (dual zur Lösung 8) mit der Signatur 52·9, 26·20, 1·312. Sie enthält 13 Ovale der Ordnung 4.
- Lösung 8 (dual zur Lösung 7) mit der Signatur 52·9, 26·32, 1·312. Sie enthält 13 Ovale der Ordnung 4.

## Liste der Blöcke
Hier sind alle Blöcke dieses Blockplans aufgelistet; zum Verständnis dieser Liste siehe diese Veranschaulichung
- Lösung 1

```
  1   2   3   4   5   6   7   8   9  10  11  12  13  14  15  16  17  18  19  20  21  22  23  24  25  26  27
  1   2   3   5  11  15  16  18  24  29  30  31  33  34  37  42  43  44  46  47  50  55  57  63  71  77  79
  1   3   4   6  12  16  17  19  25  30  31  32  34  35  38  43  44  45  47  48  51  56  58  64  67  72  78
  1   4   5   7  13  17  18  20  26  31  32  33  35  36  39  44  45  46  48  49  52  57  59  65  68  73  79
  1   5   6   8  14  18  19  21  27  32  33  34  36  37  40  45  46  47  49  50  53  58  60  66  67  69  74
  1   2   6   7   9  15  19  20  22  28  33  34  35  37  38  41  46  47  48  50  51  54  59  61  68  70  75
  1   3   7   8  10  16  20  21  23  29  34  35  36  38  39  42  47  48  49  51  52  55  60  62  69  71  76
  1   4   8   9  11  17  21  22  24  30  35  36  37  39  40  43  48  49  50  52  53  56  61  63  70  72  77
  1   5   9  10  12  18  22  23  25  28  31  36  37  38  40  41  44  49  50  51  53  57  62  64  71  73  78
  1   6  10  11  13  19  23  24  26  28  29  32  37  38  39  41  42  45  50  51  52  58  63  65  72  74  79
  1   7  11  12  14  20  24  25  27  29  30  33  38  39  40  42  43  46  51  52  53  59  64  66  67  73  75
  1   2   8  12  13  15  21  25  26  28  30  31  34  39  40  41  43  44  47  52  53  54  60  65  68  74  76
  1   3   9  13  14  16  22  26  27  28  29  31  32  35  40  41  42  44  45  48  53  55  61  66  69  75  77
  1   2   4  10  14  15  17  23  27  28  29  30  32  33  36  41  42  43  45  46  49  54  56  62  70  76  78
  1   2   3   5  11  15  16  18  24  32  38  40  45  51  53  56  59  60  61  62  65  68  69  70  72  73  76
  1   3   4   6  12  16  17  19  25  28  33  39  41  46  52  57  60  61  62  63  66  69  70  71  73  74  77
  1   4   5   7  13  17  18  20  26  29  34  40  42  47  53  54  58  61  62  63  64  70  71  72  74  75  78
  1   5   6   8  14  18  19  21  27  28  30  35  41  43  48  55  59  62  63  64  65  71  72  73  75  76  79
  1   2   6   7   9  15  19  20  22  29  31  36  42  44  49  56  60  63  64  65  66  67  72  73  74  76  77
  1   3   7   8  10  16  20  21  23  30  32  37  43  45  50  54  57  61  64  65  66  68  73  74  75  77  78
  1   4   8   9  11  17  21  22  24  31  33  38  44  46  51  54  55  58  62  65  66  69  74  75  76  78  79
  1   5   9  10  12  18  22  23  25  32  34  39  45  47  52  54  55  56  59  63  66  67  70  75  76  77  79
  1   6  10  11  13  19  23  24  26  33  35  40  46  48  53  54  55  56  57  60  64  67  68  71  76  77  78
  1   7  11  12  14  20  24  25  27  28  34  36  41  47  49  55  56  57  58  61  65  68  69  72  77  78  79
  1   2   8  12  13  15  21  25  26  29  35  37  42  48  50  56  57  58  59  62  66  67  69  70  73  78  79
  1   3   9  13  14  16  22  26  27  30  36  38  43  49  51  54  57  58  59  60  63  67  68  70  71  74  79
  1   2   4  10  14  15  17  23  27  31  37  39  44  50  52  55  58  59  60  61  64  67  68  69  71  72  75
  4   7   8   9  10  13  19  25  27  29  30  31  33  34  37  45  51  53  56  59  60  61  62  65  71  77  79
  5   8   9  10  11  14  15  20  26  30  31  32  34  35  38  41  46  52  57  60  61  62  63  66  67  72  78
  2   6   9  10  11  12  16  21  27  31  32  33  35  36  39  42  47  53  54  58  61  62  63  64  68  73  79
  3   7  10  11  12  13  15  17  22  32  33  34  36  37  40  41  43  48  55  59  62  63  64  65  67  69  74
  4   8  11  12  13  14  16  18  23  28  33  34  35  37  38  42  44  49  56  60  63  64  65  66  68  70  75
  2   5   9  12  13  14  17  19  24  29  34  35  36  38  39  43  45  50  54  57  61  64  65  66  69  71  76
  2   3   6  10  13  14  18  20  25  30  35  36  37  39  40  44  46  51  54  55  58  62  65  66  70  72  77
  2   3   4   7  11  14  19  21  26  28  31  36  37  38  40  45  47  52  54  55  56  59  63  66  71  73  78
  2   3   4   5   8  12  20  22  27  28  29  32  37  38  39  46  48  53  54  55  56  57  60  64  72  74  79
  3   4   5   6   9  13  15  21  23  29  30  33  38  39  40  41  47  49  55  56  57  58  61  65  67  73  75
  4   5   6   7  10  14  16  22  24  28  30  31  34  39  40  42  48  50  56  57  58  59  62  66  68  74  76
  2   5   6   7   8  11  17  23  25  28  29  31  32  35  40  43  49  51  54  57  58  59  60  63  69  75  77
  3   6   7   8   9  12  18  24  26  28  29  30  32  33  36  44  50  52  55  58  59  60  61  64  70  76  78
  4   7   8   9  10  13  19  25  27  32  38  40  42  43  44  46  47  50  55  57  63  68  69  70  72  73  76
  5   8   9  10  11  14  15  20  26  28  33  39  43  44  45  47  48  51  56  58  64  69  70  71  73  74  77
  2   6   9  10  11  12  16  21  27  29  34  40  44  45  46  48  49  52  57  59  65  70  71  72  74  75  78
  3   7  10  11  12  13  15  17  22  28  30  35  45  46  47  49  50  53  58  60  66  71  72  73  75  76  79
  4   8  11  12  13  14  16  18  23  29  31  36  41  46  47  48  50  51  54  59  61  67  72  73  74  76  77
  2   5   9  12  13  14  17  19  24  30  32  37  42  47  48  49  51  52  55  60  62  68  73  74  75  77  78
  2   3   6  10  13  14  18  20  25  31  33  38  43  48  49  50  52  53  56  61  63  69  74  75  76  78  79
  2   3   4   7  11  14  19  21  26  32  34  39  41  44  49  50  51  53  57  62  64  67  70  75  76  77  79
  2   3   4   5   8  12  20  22  27  33  35  40  41  42  45  50  51  52  58  63  65  67  68  71  76  77  78
  3   4   5   6   9  13  15  21  23  28  34  36  42  43  46  51  52  53  59  64  66  68  69  72  77  78  79
  4   5   6   7  10  14  16  22  24  29  35  37  41  43  44  47  52  53  54  60  65  67  69  70  73  78  79
  2   5   6   7   8  11  17  23  25  30  36  38  41  42  44  45  48  53  55  61  66  67  68  70  71  74  79
  3   6   7   8   9  12  18  24  26  31  37  39  41  42  43  45  46  49  54  56  62  67  68  69  71  72  75
  6  12  14  17  20  21  22  23  26  29  30  31  33  34  37  45  51  53  55  57  63  68  69  70  72  73  76
  2   7  13  18  21  22  23  24  27  30  31  32  34  35  38  41  46  52  56  58  64  69  70  71  73  74  77
  3   8  14  15  19  22  23  24  25  31  32  33  35  36  39  42  47  53  57  59  65  70  71  72  74  75  78
  2   4   9  16  20  23  24  25  26  32  33  34  36  37  40  41  43  48  58  60  66  71  72  73  75  76  79
  3   5  10  17  21  24  25  26  27  28  33  34  35  37  38  42  44  49  54  59  61  67  72  73  74  76  77
  4   6  11  15  18  22  25  26  27  29  34  35  36  38  39  43  45  50  55  60  62  68  73  74  75  77  78
  5   7  12  15  16  19  23  26  27  30  35  36  37  39  40  44  46  51  56  61  63  69  74  75  76  78  79
  6   8  13  15  16  17  20  24  27  28  31  36  37  38  40  45  47  52  57  62  64  67  70  75  76  77  79
  7   9  14  15  16  17  18  21  25  28  29  32  37  38  39  46  48  53  58  63  65  67  68  71  76  77  78
  2   8  10  16  17  18  19  22  26  29  30  33  38  39  40  41  47  49  59  64  66  68  69  72  77  78  79
  3   9  11  17  18  19  20  23  27  28  30  31  34  39  40  42  48  50  54  60  65  67  69  70  73  78  79
  4  10  12  15  18  19  20  21  24  28  29  31  32  35  40  43  49  51  55  61  66  67  68  70  71  74  79
  5  11  13  16  19  20  21  22  25  28  29  30  32  33  36  44  50  52  54  56  62  67  68  69  71  72  75
  3   5  11  19  22  23  25  26  27  29  31  37  43  46  47  48  49  52  58  61  62  64  65  66  68  70  76
  4   6  12  15  20  23  24  26  27  30  32  38  44  47  48  49  50  53  54  59  62  63  65  66  69  71  77
  5   7  13  15  16  21  24  25  27  31  33  39  41  45  48  49  50  51  54  55  60  63  64  66  70  72  78
  6   8  14  15  16  17  22  25  26  32  34  40  42  46  49  50  51  52  54  55  56  61  64  65  71  73  79
  2   7   9  16  17  18  23  26  27  28  33  35  43  47  50  51  52  53  55  56  57  62  65  66  67  72  74
  3   8  10  15  17  18  19  24  27  29  34  36  41  44  48  51  52  53  54  56  57  58  63  66  68  73  75
  4   9  11  15  16  18  19  20  25  30  35  37  41  42  45  49  52  53  54  55  57  58  59  64  69  74  76
  5  10  12  16  17  19  20  21  26  31  36  38  41  42  43  46  50  53  55  56  58  59  60  65  70  75  77
  6  11  13  17  18  20  21  22  27  32  37  39  41  42  43  44  47  51  56  57  59  60  61  66  71  76  78
  7  12  14  15  18  19  21  22  23  33  38  40  42  43  44  45  48  52  54  57  58  60  61  62  72  77  79
  2   8  13  16  19  20  22  23  24  28  34  39  43  44  45  46  49  53  55  58  59  61  62  63  67  73  78
  3   9  14  17  20  21  23  24  25  29  35  40  41  44  45  46  47  50  56  59  60  62  63  64  68  74  79
  2   4  10  18  21  22  24  25  26  28  30  36  42  45  46  47  48  51  57  60  61  63  64  65  67  69  75
```

- Lösung 2

```
  1   2   3   4   5   6   7   8   9  10  11  12  13  14  15  16  17  18  19  20  21  22  23  24  25  26  27
  1   2   6  12  14  15  19  25  27  30  33  34  35  36  39  43  46  47  48  49  52  55  57  63  71  77  79
  1   2   3   7  13  15  16  20  26  31  34  35  36  37  40  44  47  48  49  50  53  56  58  64  67  72  78
  1   3   4   8  14  16  17  21  27  28  32  35  36  37  38  41  45  48  49  50  51  57  59  65  68  73  79
  1   2   4   5   9  15  17  18  22  29  33  36  37  38  39  42  46  49  50  51  52  58  60  66  67  69  74
  1   3   5   6  10  16  18  19  23  30  34  37  38  39  40  43  47  50  51  52  53  54  59  61  68  70  75
  1   4   6   7  11  17  19  20  24  28  31  35  38  39  40  41  44  48  51  52  53  55  60  62  69  71  76
  1   5   7   8  12  18  20  21  25  28  29  32  36  39  40  41  42  45  49  52  53  56  61  63  70  72  77
  1   6   8   9  13  19  21  22  26  28  29  30  33  37  40  41  42  43  46  50  53  57  62  64  71  73  78
  1   7   9  10  14  20  22  23  27  28  29  30  31  34  38  41  42  43  44  47  51  58  63  65  72  74  79
  1   2   8  10  11  15  21  23  24  29  30  31  32  35  39  42  43  44  45  48  52  59  64  66  67  73  75
  1   3   9  11  12  16  22  24  25  30  31  32  33  36  40  43  44  45  46  49  53  54  60  65  68  74  76
  1   4  10  12  13  17  23  25  26  28  31  32  33  34  37  41  44  45  46  47  50  55  61  66  69  75  77
  1   5  11  13  14  18  24  26  27  29  32  33  34  35  38  42  45  46  47  48  51  54  56  62  70  76  78
  1   2   6  12  14  15  19  25  27  29  31  37  42  44  50  56  59  60  61  62  65  68  69  70  72  73  76
  1   2   3   7  13  15  16  20  26  30  32  38  43  45  51  57  60  61  62  63  66  69  70  71  73  74  77
  1   3   4   8  14  16  17  21  27  31  33  39  44  46  52  54  58  61  62  63  64  70  71  72  74  75  78
  1   2   4   5   9  15  17  18  22  32  34  40  45  47  53  55  59  62  63  64  65  71  72  73  75  76  79
  1   3   5   6  10  16  18  19  23  28  33  35  41  46  48  56  60  63  64  65  66  67  72  73  74  76  77
  1   4   6   7  11  17  19  20  24  29  34  36  42  47  49  54  57  61  64  65  66  68  73  74  75  77  78
  1   5   7   8  12  18  20  21  25  30  35  37  43  48  50  54  55  58  62  65  66  69  74  75  76  78  79
  1   6   8   9  13  19  21  22  26  31  36  38  44  49  51  54  55  56  59  63  66  67  70  75  76  77  79
  1   7   9  10  14  20  22  23  27  32  37  39  45  50  52  54  55  56  57  60  64  67  68  71  76  77  78
  1   2   8  10  11  15  21  23  24  33  38  40  46  51  53  55  56  57  58  61  65  68  69  72  77  78  79
  1   3   9  11  12  16  22  24  25  28  34  39  41  47  52  56  57  58  59  62  66  67  69  70  73  78  79
  1   4  10  12  13  17  23  25  26  29  35  40  42  48  53  54  57  58  59  60  63  67  68  70  71  74  79
  1   5  11  13  14  18  24  26  27  28  30  36  41  43  49  55  58  59  60  61  64  67  68  69  71  72  75
  6   9  10  12  13  14  16  18  24  32  35  36  38  39  40  42  44  50  58  61  62  64  65  66  71  77  79
  2   7  10  11  13  14  17  19  25  28  33  36  37  39  40  43  45  51  54  59  62  63  65  66  67  72  78
  2   3   8  11  12  14  18  20  26  28  29  34  37  38  40  44  46  52  54  55  60  63  64  66  68  73  79
  2   3   4   9  12  13  19  21  27  28  29  30  35  38  39  45  47  53  54  55  56  61  64  65  67  69  74
  3   4   5  10  13  14  15  20  22  29  30  31  36  39  40  41  46  48  55  56  57  62  65  66  68  70  75
  2   4   5   6  11  14  16  21  23  28  30  31  32  37  40  42  47  49  54  56  57  58  63  66  69  71  76
  2   3   5   6   7  12  17  22  24  28  29  31  32  33  38  43  48  50  54  55  57  58  59  64  70  72  77
  3   4   6   7   8  13  18  23  25  29  30  32  33  34  39  44  49  51  55  56  58  59  60  65  71  73  78
  4   5   7   8   9  14  19  24  26  30  31  33  34  35  40  45  50  52  56  57  59  60  61  66  72  74  79
  2   5   6   8   9  10  20  25  27  28  31  32  34  35  36  46  51  53  54  57  58  60  61  62  67  73  75
  3   6   7   9  10  11  15  21  26  29  32  33  35  36  37  41  47  52  55  58  59  61  62  63  68  74  76
  4   7   8  10  11  12  16  22  27  30  33  34  36  37  38  42  48  53  56  59  60  62  63  64  69  75  77
  5   8   9  11  12  13  15  17  23  31  34  35  37  38  39  41  43  49  57  60  61  63  64  65  70  76  78
  6   9  10  12  13  14  16  18  24  29  31  37  45  48  49  51  52  53  55  57  63  69  72  73  74  75  78
  2   7  10  11  13  14  17  19  25  30  32  38  41  46  49  50  52  53  56  58  64  70  73  74  75  76  79
  2   3   8  11  12  14  18  20  26  31  33  39  41  42  47  50  51  53  57  59  65  67  71  74  75  76  77
  2   3   4   9  12  13  19  21  27  32  34  40  41  42  43  48  51  52  58  60  66  68  72  75  76  77  78
  3   4   5  10  13  14  15  20  22  28  33  35  42  43  44  49  52  53  54  59  61  69  73  76  77  78  79
  2   4   5   6  11  14  16  21  23  29  34  36  41  43  44  45  50  53  55  60  62  67  70  74  77  78  79
  2   3   5   6   7  12  17  22  24  30  35  37  41  42  44  45  46  51  56  61  63  67  68  71  75  78  79
  3   4   6   7   8  13  18  23  25  31  36  38  42  43  45  46  47  52  57  62  64  67  68  69  72  76  79
  4   5   7   8   9  14  19  24  26  32  37  39  43  44  46  47  48  53  58  63  65  67  68  69  70  73  77
  2   5   6   8   9  10  20  25  27  33  38  40  41  44  45  47  48  49  59  64  66  68  69  70  71  74  78
  3   6   7   9  10  11  15  21  26  28  34  39  42  45  46  48  49  50  54  60  65  69  70  71  72  75  79
  4   7   8  10  11  12  16  22  27  29  35  40  43  46  47  49  50  51  55  61  66  67  70  71  72  73  76
  5   8   9  11  12  13  15  17  23  28  30  36  44  47  48  50  51  52  54  56  62  68  71  72  73  74  77
  6  12  14  17  20  21  22  23  26  30  33  34  35  36  39  45  51  53  58  64  66  68  69  70  72  73  76
  2   7  13  18  21  22  23  24  27  31  34  35  36  37  40  41  46  52  54  59  65  69  70  71  73  74  77
  3   8  14  15  19  22  23  24  25  28  32  35  36  37  38  42  47  53  55  60  66  70  71  72  74  75  78
  2   4   9  16  20  23  24  25  26  29  33  36  37  38  39  41  43  48  54  56  61  71  72  73  75  76  79
  3   5  10  17  21  24  25  26  27  30  34  37  38  39  40  42  44  49  55  57  62  67  72  73  74  76  77
  4   6  11  15  18  22  25  26  27  28  31  35  38  39  40  43  45  50  56  58  63  68  73  74  75  77  78
  5   7  12  15  16  19  23  26  27  28  29  32  36  39  40  44  46  51  57  59  64  69  74  75  76  78  79
  6   8  13  15  16  17  20  24  27  28  29  30  33  37  40  45  47  52  58  60  65  67  70  75  76  77  79
  7   9  14  15  16  17  18  21  25  28  29  30  31  34  38  46  48  53  59  61  66  67  68  71  76  77  78
  2   8  10  16  17  18  19  22  26  29  30  31  32  35  39  41  47  49  54  60  62  68  69  72  77  78  79
  3   9  11  17  18  19  20  23  27  30  31  32  33  36  40  42  48  50  55  61  63  67  69  70  73  78  79
  4  10  12  15  18  19  20  21  24  28  31  32  33  34  37  43  49  51  56  62  64  67  68  70  71  74  79
  5  11  13  16  19  20  21  22  25  29  32  33  34  35  38  44  50  52  57  63  65  67  68  69  71  72  75
  3   5  11  19  22  23  25  26  27  29  31  37  45  48  49  51  52  53  58  61  62  64  65  66  71  77  79
  4   6  12  15  20  23  24  26  27  30  32  38  41  46  49  50  52  53  54  59  62  63  65  66  67  72  78
  5   7  13  15  16  21  24  25  27  31  33  39  41  42  47  50  51  53  54  55  60  63  64  66  68  73  79
  6   8  14  15  16  17  22  25  26  32  34  40  41  42  43  48  51  52  54  55  56  61  64  65  67  69  74
  2   7   9  16  17  18  23  26  27  28  33  35  42  43  44  49  52  53  55  56  57  62  65  66  68  70  75
  3   8  10  15  17  18  19  24  27  29  34  36  41  43  44  45  50  53  54  56  57  58  63  66  69  71  76
  4   9  11  15  16  18  19  20  25  30  35  37  41  42  44  45  46  51  54  55  57  58  59  64  70  72  77
  5  10  12  16  17  19  20  21  26  31  36  38  42  43  45  46  47  52  55  56  58  59  60  65  71  73  78
  6  11  13  17  18  20  21  22  27  32  37  39  43  44  46  47  48  53  56  57  59  60  61  66  72  74  79
  7  12  14  15  18  19  21  22  23  33  38  40  41  44  45  47  48  49  54  57  58  60  61  62  67  73  75
  2   8  13  16  19  20  22  23  24  28  34  39  42  45  46  48  49  50  55  58  59  61  62  63  68  74  76
  3   9  14  17  20  21  23  24  25  29  35  40  43  46  47  49  50  51  56  59  60  62  63  64  69  75  77
  2   4  10  18  21  22  24  25  26  28  30  36  44  47  48  50  51  52  57  60  61  63  64  65  70  76  78
```

- Lösung 3

```
  1   2   3   4   5   6   7   8   9  10  11  12  13  14  15  16  17  18  19  20  21  22  23  24  25  26  27
  1   2   3   5  11  15  16  18  24  29  30  31  33  34  37  42  43  44  46  47  50  55  57  63  68  70  76
  1   3   4   6  12  16  17  19  25  30  31  32  34  35  38  43  44  45  47  48  51  56  58  64  69  71  77
  1   4   5   7  13  17  18  20  26  31  32  33  35  36  39  44  45  46  48  49  52  57  59  65  70  72  78
  1   5   6   8  14  18  19  21  27  32  33  34  36  37  40  45  46  47  49  50  53  58  60  66  71  73  79
  1   2   6   7   9  15  19  20  22  28  33  34  35  37  38  41  46  47  48  50  51  54  59  61  67  72  74
  1   3   7   8  10  16  20  21  23  29  34  35  36  38  39  42  47  48  49  51  52  55  60  62  68  73  75
  1   4   8   9  11  17  21  22  24  30  35  36  37  39  40  43  48  49  50  52  53  56  61  63  69  74  76
  1   5   9  10  12  18  22  23  25  28  31  36  37  38  40  41  44  49  50  51  53  57  62  64  70  75  77
  1   6  10  11  13  19  23  24  26  28  29  32  37  38  39  41  42  45  50  51  52  58  63  65  71  76  78
  1   7  11  12  14  20  24  25  27  29  30  33  38  39  40  42  43  46  51  52  53  59  64  66  72  77  79
  1   2   8  12  13  15  21  25  26  28  30  31  34  39  40  41  43  44  47  52  53  54  60  65  67  73  78
  1   3   9  13  14  16  22  26  27  28  29  31  32  35  40  41  42  44  45  48  53  55  61  66  68  74  79
  1   2   4  10  14  15  17  23  27  28  29  30  32  33  36  41  42  43  45  46  49  54  56  62  67  69  75
  1   2   3   5  11  15  16  18  24  32  38  40  45  51  53  56  59  60  61  62  65  69  72  73  74  75  78
  1   3   4   6  12  16  17  19  25  28  33  39  41  46  52  57  60  61  62  63  66  70  73  74  75  76  79
  1   4   5   7  13  17  18  20  26  29  34  40  42  47  53  54  58  61  62  63  64  67  71  74  75  76  77
  1   5   6   8  14  18  19  21  27  28  30  35  41  43  48  55  59  62  63  64  65  68  72  75  76  77  78
  1   2   6   7   9  15  19  20  22  29  31  36  42  44  49  56  60  63  64  65  66  69  73  76  77  78  79
  1   3   7   8  10  16  20  21  23  30  32  37  43  45  50  54  57  61  64  65  66  67  70  74  77  78  79
  1   4   8   9  11  17  21  22  24  31  33  38  44  46  51  54  55  58  62  65  66  67  68  71  75  78  79
  1   5   9  10  12  18  22  23  25  32  34  39  45  47  52  54  55  56  59  63  66  67  68  69  72  76  79
  1   6  10  11  13  19  23  24  26  33  35  40  46  48  53  54  55  56  57  60  64  67  68  69  70  73  77
  1   7  11  12  14  20  24  25  27  28  34  36  41  47  49  55  56  57  58  61  65  68  69  70  71  74  78
  1   2   8  12  13  15  21  25  26  29  35  37  42  48  50  56  57  58  59  62  66  69  70  71  72  75  79
  1   3   9  13  14  16  22  26  27  30  36  38  43  49  51  54  57  58  59  60  63  67  70  71  72  73  76
  1   2   4  10  14  15  17  23  27  31  37  39  44  50  52  55  58  59  60  61  64  68  71  72  73  74  77
  4   6   7   8  12  14  22  23  26  29  30  31  33  34  37  45  51  53  56  59  60  61  62  65  68  70  76
  2   5   7   8   9  13  23  24  27  30  31  32  34  35  38  41  46  52  57  60  61  62  63  66  69  71  77
  3   6   8   9  10  14  15  24  25  31  32  33  35  36  39  42  47  53  54  58  61  62  63  64  70  72  78
  2   4   7   9  10  11  16  25  26  32  33  34  36  37  40  41  43  48  55  59  62  63  64  65  71  73  79
  3   5   8  10  11  12  17  26  27  28  33  34  35  37  38  42  44  49  56  60  63  64  65  66  67  72  74
  4   6   9  11  12  13  15  18  27  29  34  35  36  38  39  43  45  50  54  57  61  64  65  66  68  73  75
  5   7  10  12  13  14  15  16  19  30  35  36  37  39  40  44  46  51  54  55  58  62  65  66  69  74  76
  2   6   8  11  13  14  16  17  20  28  31  36  37  38  40  45  47  52  54  55  56  59  63  66  70  75  77
  2   3   7   9  12  14  17  18  21  28  29  32  37  38  39  46  48  53  54  55  56  57  60  64  71  76  78
  2   3   4   8  10  13  18  19  22  29  30  33  38  39  40  41  47  49  55  56  57  58  61  65  72  77  79
  3   4   5   9  11  14  19  20  23  28  30  31  34  39  40  42  48  50  56  57  58  59  62  66  67  73  78
  2   4   5   6  10  12  20  21  24  28  29  31  32  35  40  43  49  51  54  57  58  59  60  63  68  74  79
  3   5   6   7  11  13  21  22  25  28  29  30  32  33  36  44  50  52  55  58  59  60  61  64  67  69  75
  4   7   8   9  10  13  19  25  27  32  38  40  42  43  44  46  47  50  56  59  60  68  70  74  75  76  78
  5   8   9  10  11  14  15  20  26  28  33  39  43  44  45  47  48  51  57  60  61  69  71  75  76  77  79
  2   6   9  10  11  12  16  21  27  29  34  40  44  45  46  48  49  52  58  61  62  67  70  72  76  77  78
  3   7  10  11  12  13  15  17  22  28  30  35  45  46  47  49  50  53  59  62  63  68  71  73  77  78  79
  4   8  11  12  13  14  16  18  23  29  31  36  41  46  47  48  50  51  60  63  64  67  69  72  74  78  79
  2   5   9  12  13  14  17  19  24  30  32  37  42  47  48  49  51  52  61  64  65  67  68  70  73  75  79
  2   3   6  10  13  14  18  20  25  31  33  38  43  48  49  50  52  53  62  65  66  67  68  69  71  74  76
  2   3   4   7  11  14  19  21  26  32  34  39  41  44  49  50  51  53  54  63  66  68  69  70  72  75  77
  2   3   4   5   8  12  20  22  27  33  35  40  41  42  45  50  51  52  54  55  64  69  70  71  73  76  78
  3   4   5   6   9  13  15  21  23  28  34  36  42  43  46  51  52  53  55  56  65  70  71  72  74  77  79
  4   5   6   7  10  14  16  22  24  29  35  37  41  43  44  47  52  53  56  57  66  67  71  72  73  75  78
  2   5   6   7   8  11  17  23  25  30  36  38  41  42  44  45  48  53  54  57  58  68  72  73  74  76  79
  3   6   7   8   9  12  18  24  26  31  37  39  41  42  43  45  46  49  55  58  59  67  69  73  74  75  77
  9  10  13  17  19  20  21  25  27  29  30  31  33  34  37  45  51  53  55  57  63  69  72  73  74  75  78
 10  11  14  15  18  20  21  22  26  30  31  32  34  35  38  41  46  52  56  58  64  70  73  74  75  76  79
  2  11  12  16  19  21  22  23  27  31  32  33  35  36  39  42  47  53  57  59  65  67  71  74  75  76  77
  3  12  13  15  17  20  22  23  24  32  33  34  36  37  40  41  43  48  58  60  66  68  72  75  76  77  78
  4  13  14  16  18  21  23  24  25  28  33  34  35  37  38  42  44  49  54  59  61  69  73  76  77  78  79
  2   5  14  17  19  22  24  25  26  29  34  35  36  38  39  43  45  50  55  60  62  67  70  74  77  78  79
  2   3   6  18  20  23  25  26  27  30  35  36  37  39  40  44  46  51  56  61  63  67  68  71  75  78  79
  3   4   7  15  19  21  24  26  27  28  31  36  37  38  40  45  47  52  57  62  64  67  68  69  72  76  79
  4   5   8  15  16  20  22  25  27  28  29  32  37  38  39  46  48  53  58  63  65  67  68  69  70  73  77
  5   6   9  15  16  17  21  23  26  29  30  33  38  39  40  41  47  49  59  64  66  68  69  70  71  74  78
  6   7  10  16  17  18  22  24  27  28  30  31  34  39  40  42  48  50  54  60  65  69  70  71  72  75  79
  7   8  11  15  17  18  19  23  25  28  29  31  32  35  40  43  49  51  55  61  66  67  70  71  72  73  76
  8   9  12  16  18  19  20  24  26  28  29  30  32  33  36  44  50  52  54  56  62  68  71  72  73  74  77
  6  12  14  17  20  21  22  23  26  32  38  40  42  43  44  46  47  50  55  57  61  62  63  65  69  72  73
  2   7  13  18  21  22  23  24  27  28  33  39  43  44  45  47  48  51  56  58  62  63  64  66  70  73  74
  3   8  14  15  19  22  23  24  25  29  34  40  44  45  46  48  49  52  54  57  59  63  64  65  71  74  75
  2   4   9  16  20  23  24  25  26  28  30  35  45  46  47  49  50  53  55  58  60  64  65  66  72  75  76
  3   5  10  17  21  24  25  26  27  29  31  36  41  46  47  48  50  51  54  56  59  61  65  66  73  76  77
  4   6  11  15  18  22  25  26  27  30  32  37  42  47  48  49  51  52  54  55  57  60  62  66  74  77  78
  5   7  12  15  16  19  23  26  27  31  33  38  43  48  49  50  52  53  54  55  56  58  61  63  75  78  79
  6   8  13  15  16  17  20  24  27  32  34  39  41  44  49  50  51  53  55  56  57  59  62  64  67  76  79
  7   9  14  15  16  17  18  21  25  33  35  40  41  42  45  50  51  52  56  57  58  60  63  65  67  68  77
  2   8  10  16  17  18  19  22  26  28  34  36  42  43  46  51  52  53  57  58  59  61  64  66  68  69  78
  3   9  11  17  18  19  20  23  27  29  35  37  41  43  44  47  52  53  54  58  59  60  62  65  69  70  79
  4  10  12  15  18  19  20  21  24  30  36  38  41  42  44  45  48  53  55  59  60  61  63  66  67  70  71
  5  11  13  16  19  20  21  22  25  31  37  39  41  42  43  45  46  49  54  56  60  61  62  64  68  71  72
```

- Lösung 4

```
  1   2   3   4   5   6   7   8   9  10  11  12  13  14  15  16  17  18  19  20  21  22  23  24  25  26  27
  1   2   6  12  14  15  19  25  27  29  31  35  36  37  39  43  46  47  48  49  52  56  59  60  68  70  76
  1   2   3   7  13  15  16  20  26  30  32  36  37  38  40  44  47  48  49  50  53  57  60  61  69  71  77
  1   3   4   8  14  16  17  21  27  28  31  33  37  38  39  41  45  48  49  50  51  58  61  62  70  72  78
  1   2   4   5   9  15  17  18  22  29  32  34  38  39  40  42  46  49  50  51  52  59  62  63  71  73  79
  1   3   5   6  10  16  18  19  23  28  30  33  35  39  40  43  47  50  51  52  53  60  63  64  67  72  74
  1   4   6   7  11  17  19  20  24  28  29  31  34  36  40  41  44  48  51  52  53  61  64  65  68  73  75
  1   5   7   8  12  18  20  21  25  28  29  30  32  35  37  41  42  45  49  52  53  62  65  66  69  74  76
  1   6   8   9  13  19  21  22  26  29  30  31  33  36  38  41  42  43  46  50  53  54  63  66  70  75  77
  1   7   9  10  14  20  22  23  27  30  31  32  34  37  39  41  42  43  44  47  51  54  55  64  71  76  78
  1   2   8  10  11  15  21  23  24  31  32  33  35  38  40  42  43  44  45  48  52  55  56  65  72  77  79
  1   3   9  11  12  16  22  24  25  28  32  33  34  36  39  43  44  45  46  49  53  56  57  66  67  73  78
  1   4  10  12  13  17  23  25  26  29  33  34  35  37  40  41  44  45  46  47  50  54  57  58  68  74  79
  1   5  11  13  14  18  24  26  27  28  30  34  35  36  38  42  45  46  47  48  51  55  58  59  67  69  75
  1   2   6  12  14  15  19  25  27  30  33  34  42  44  50  55  57  61  62  63  65  69  72  73  74  75  78
  1   2   3   7  13  15  16  20  26  31  34  35  43  45  51  56  58  62  63  64  66  70  73  74  75  76  79
  1   3   4   8  14  16  17  21  27  32  35  36  44  46  52  54  57  59  63  64  65  67  71  74  75  76  77
  1   2   4   5   9  15  17  18  22  33  36  37  45  47  53  55  58  60  64  65  66  68  72  75  76  77  78
  1   3   5   6  10  16  18  19  23  34  37  38  41  46  48  54  56  59  61  65  66  69  73  76  77  78  79
  1   4   6   7  11  17  19  20  24  35  38  39  42  47  49  54  55  57  60  62  66  67  70  74  77  78  79
  1   5   7   8  12  18  20  21  25  36  39  40  43  48  50  54  55  56  58  61  63  67  68  71  75  78  79
  1   6   8   9  13  19  21  22  26  28  37  40  44  49  51  55  56  57  59  62  64  67  68  69  72  76  79
  1   7   9  10  14  20  22  23  27  28  29  38  45  50  52  56  57  58  60  63  65  67  68  69  70  73  77
  1   2   8  10  11  15  21  23  24  29  30  39  46  51  53  57  58  59  61  64  66  68  69  70  71  74  78
  1   3   9  11  12  16  22  24  25  30  31  40  41  47  52  54  58  59  60  62  65  69  70  71  72  75  79
  1   4  10  12  13  17  23  25  26  28  31  32  42  48  53  55  59  60  61  63  66  67  70  71  72  73  76
  1   5  11  13  14  18  24  26  27  29  32  33  41  43  49  54  56  60  61  62  64  68  71  72  73  74  77
  6   9  10  12  13  14  16  18  24  32  35  36  38  39  40  42  44  50  58  61  62  64  65  66  68  70  76
  2   7  10  11  13  14  17  19  25  28  33  36  37  39  40  43  45  51  54  59  62  63  65  66  69  71  77
  2   3   8  11  12  14  18  20  26  28  29  34  37  38  40  44  46  52  54  55  60  63  64  66  70  72  78
  2   3   4   9  12  13  19  21  27  28  29  30  35  38  39  45  47  53  54  55  56  61  64  65  71  73  79
  3   4   5  10  13  14  15  20  22  29  30  31  36  39  40  41  46  48  55  56  57  62  65  66  67  72  74
  2   4   5   6  11  14  16  21  23  28  30  31  32  37  40  42  47  49  54  56  57  58  63  66  68  73  75
  2   3   5   6   7  12  17  22  24  28  29  31  32  33  38  43  48  50  54  55  57  58  59  64  69  74  76
  3   4   6   7   8  13  18  23  25  29  30  32  33  34  39  44  49  51  55  56  58  59  60  65  70  75  77
  4   5   7   8   9  14  19  24  26  30  31  33  34  35  40  45  50  52  56  57  59  60  61  66  71  76  78
  2   5   6   8   9  10  20  25  27  28  31  32  34  35  36  46  51  53  54  57  58  60  61  62  72  77  79
  3   6   7   9  10  11  15  21  26  29  32  33  35  36  37  41  47  52  55  58  59  61  62  63  67  73  78
  4   7   8  10  11  12  16  22  27  30  33  34  36  37  38  42  48  53  56  59  60  62  63  64  68  74  79
  5   8   9  11  12  13  15  17  23  31  34  35  37  38  39  41  43  49  57  60  61  63  64  65  67  69  75
  6   9  10  12  13  14  16  18  24  29  31  37  45  48  49  51  52  53  55  57  63  71  74  75  77  78  79
  2   7  10  11  13  14  17  19  25  30  32  38  41  46  49  50  52  53  56  58  64  67  72  75  76  78  79
  2   3   8  11  12  14  18  20  26  31  33  39  41  42  47  50  51  53  57  59  65  67  68  73  76  77  79
  2   3   4   9  12  13  19  21  27  32  34  40  41  42  43  48  51  52  58  60  66  67  68  69  74  77  78
  3   4   5  10  13  14  15  20  22  28  33  35  42  43  44  49  52  53  54  59  61  68  69  70  75  78  79
  2   4   5   6  11  14  16  21  23  29  34  36  41  43  44  45  50  53  55  60  62  67  69  70  71  76  79
  2   3   5   6   7  12  17  22  24  30  35  37  41  42  44  45  46  51  56  61  63  67  68  70  71  72  77
  3   4   6   7   8  13  18  23  25  31  36  38  42  43  45  46  47  52  57  62  64  68  69  71  72  73  78
  4   5   7   8   9  14  19  24  26  32  37  39  43  44  46  47  48  53  58  63  65  69  70  72  73  74  79
  2   5   6   8   9  10  20  25  27  33  38  40  41  44  45  47  48  49  59  64  66  67  70  71  73  74  75
  3   6   7   9  10  11  15  21  26  28  34  39  42  45  46  48  49  50  54  60  65  68  71  72  74  75  76
  4   7   8  10  11  12  16  22  27  29  35  40  43  46  47  49  50  51  55  61  66  69  72  73  75  76  77
  5   8   9  11  12  13  15  17  23  28  30  36  44  47  48  50  51  52  54  56  62  70  73  74  76  77  78
  6  12  14  17  20  21  22  23  26  30  33  34  35  36  39  48  49  52  58  64  66  69  71  72  73  77  79
  2   7  13  18  21  22  23  24  27  31  34  35  36  37  40  49  50  53  54  59  65  67  70  72  73  74  78
  3   8  14  15  19  22  23  24  25  28  32  35  36  37  38  41  50  51  55  60  66  68  71  73  74  75  79
  2   4   9  16  20  23  24  25  26  29  33  36  37  38  39  42  51  52  54  56  61  67  69  72  74  75  76
  3   5  10  17  21  24  25  26  27  30  34  37  38  39  40  43  52  53  55  57  62  68  70  73  75  76  77
  4   6  11  15  18  22  25  26  27  28  31  35  38  39  40  41  44  53  56  58  63  69  71  74  76  77  78
  5   7  12  15  16  19  23  26  27  28  29  32  36  39  40  41  42  45  57  59  64  70  72  75  77  78  79
  6   8  13  15  16  17  20  24  27  28  29  30  33  37  40  42  43  46  58  60  65  67  71  73  76  78  79
  7   9  14  15  16  17  18  21  25  28  29  30  31  34  38  43  44  47  59  61  66  67  68  72  74  77  79
  2   8  10  16  17  18  19  22  26  29  30  31  32  35  39  44  45  48  54  60  62  67  68  69  73  75  78
  3   9  11  17  18  19  20  23  27  30  31  32  33  36  40  45  46  49  55  61  63  68  69  70  74  76  79
  4  10  12  15  18  19  20  21  24  28  31  32  33  34  37  46  47  50  56  62  64  67  69  70  71  75  77
  5  11  13  16  19  20  21  22  25  29  32  33  34  35  38  47  48  51  57  63  65  68  70  71  72  76  78
  6  12  14  17  20  21  22  23  26  32  38  40  43  45  46  47  51  53  56  59  60  61  62  65  74  75  78
  2   7  13  18  21  22  23  24  27  28  33  39  41  44  46  47  48  52  57  60  61  62  63  66  75  76  79
  3   8  14  15  19  22  23  24  25  29  34  40  42  45  47  48  49  53  54  58  61  62  63  64  67  76  77
  2   4   9  16  20  23  24  25  26  28  30  35  41  43  46  48  49  50  55  59  62  63  64  65  68  77  78
  3   5  10  17  21  24  25  26  27  29  31  36  42  44  47  49  50  51  56  60  63  64  65  66  69  78  79
  4   6  11  15  18  22  25  26  27  30  32  37  43  45  48  50  51  52  54  57  61  64  65  66  67  70  79
  5   7  12  15  16  19  23  26  27  31  33  38  44  46  49  51  52  53  54  55  58  62  65  66  67  68  71
  6   8  13  15  16  17  20  24  27  32  34  39  41  45  47  50  52  53  54  55  56  59  63  66  68  69  72
  7   9  14  15  16  17  18  21  25  33  35  40  41  42  46  48  51  53  54  55  56  57  60  64  69  70  73
  2   8  10  16  17  18  19  22  26  28  34  36  41  42  43  47  49  52  55  56  57  58  61  65  70  71  74
  3   9  11  17  18  19  20  23  27  29  35  37  42  43  44  48  50  53  56  57  58  59  62  66  71  72  75
  4  10  12  15  18  19  20  21  24  30  36  38  41  43  44  45  49  51  54  57  58  59  60  63  72  73  76
  5  11  13  16  19  20  21  22  25  31  37  39  42  44  45  46  50  52  55  58  59  60  61  64  73  74  77
```

- Lösung 5

```
  1   2   3   4   5   6   7   8   9  10  11  12  13  14  15  16  17  18  19  20  21  22  23  24  25  26  27
  1   2   3   5  11  15  16  18  24  29  30  31  33  34  37  42  43  44  46  47  50  55  57  63  68  70  76
  1   3   4   6  12  16  17  19  25  30  31  32  34  35  38  43  44  45  47  48  51  56  58  64  69  71  77
  1   4   5   7  13  17  18  20  26  31  32  33  35  36  39  44  45  46  48  49  52  57  59  65  70  72  78
  1   5   6   8  14  18  19  21  27  32  33  34  36  37  40  45  46  47  49  50  53  58  60  66  71  73  79
  1   2   6   7   9  15  19  20  22  28  33  34  35  37  38  41  46  47  48  50  51  54  59  61  67  72  74
  1   3   7   8  10  16  20  21  23  29  34  35  36  38  39  42  47  48  49  51  52  55  60  62  68  73  75
  1   4   8   9  11  17  21  22  24  30  35  36  37  39  40  43  48  49  50  52  53  56  61  63  69  74  76
  1   5   9  10  12  18  22  23  25  28  31  36  37  38  40  41  44  49  50  51  53  57  62  64  70  75  77
  1   6  10  11  13  19  23  24  26  28  29  32  37  38  39  41  42  45  50  51  52  58  63  65  71  76  78
  1   7  11  12  14  20  24  25  27  29  30  33  38  39  40  42  43  46  51  52  53  59  64  66  72  77  79
  1   2   8  12  13  15  21  25  26  28  30  31  34  39  40  41  43  44  47  52  53  54  60  65  67  73  78
  1   3   9  13  14  16  22  26  27  28  29  31  32  35  40  41  42  44  45  48  53  55  61  66  68  74  79
  1   2   4  10  14  15  17  23  27  28  29  30  32  33  36  41  42  43  45  46  49  54  56  62  67  69  75
  1   2   3   5  11  15  16  18  24  32  38  40  45  51  53  56  59  60  61  62  65  69  72  73  74  75  78
  1   3   4   6  12  16  17  19  25  28  33  39  41  46  52  57  60  61  62  63  66  70  73  74  75  76  79
  1   4   5   7  13  17  18  20  26  29  34  40  42  47  53  54  58  61  62  63  64  67  71  74  75  76  77
  1   5   6   8  14  18  19  21  27  28  30  35  41  43  48  55  59  62  63  64  65  68  72  75  76  77  78
  1   2   6   7   9  15  19  20  22  29  31  36  42  44  49  56  60  63  64  65  66  69  73  76  77  78  79
  1   3   7   8  10  16  20  21  23  30  32  37  43  45  50  54  57  61  64  65  66  67  70  74  77  78  79
  1   4   8   9  11  17  21  22  24  31  33  38  44  46  51  54  55  58  62  65  66  67  68  71  75  78  79
  1   5   9  10  12  18  22  23  25  32  34  39  45  47  52  54  55  56  59  63  66  67  68  69  72  76  79
  1   6  10  11  13  19  23  24  26  33  35  40  46  48  53  54  55  56  57  60  64  67  68  69  70  73  77
  1   7  11  12  14  20  24  25  27  28  34  36  41  47  49  55  56  57  58  61  65  68  69  70  71  74  78
  1   2   8  12  13  15  21  25  26  29  35  37  42  48  50  56  57  58  59  62  66  69  70  71  72  75  79
  1   3   9  13  14  16  22  26  27  30  36  38  43  49  51  54  57  58  59  60  63  67  70  71  72  73  76
  1   2   4  10  14  15  17  23  27  31  37  39  44  50  52  55  58  59  60  61  64  68  71  72  73  74  77
  4   6   7   8  12  14  22  23  26  29  30  31  33  34  37  45  51  53  55  57  61  62  63  65  69  72  73
  2   5   7   8   9  13  23  24  27  30  31  32  34  35  38  41  46  52  56  58  62  63  64  66  70  73  74
  3   6   8   9  10  14  15  24  25  31  32  33  35  36  39  42  47  53  54  57  59  63  64  65  71  74  75
  2   4   7   9  10  11  16  25  26  32  33  34  36  37  40  41  43  48  55  58  60  64  65  66  72  75  76
  3   5   8  10  11  12  17  26  27  28  33  34  35  37  38  42  44  49  54  56  59  61  65  66  73  76  77
  4   6   9  11  12  13  15  18  27  29  34  35  36  38  39  43  45  50  54  55  57  60  62  66  74  77  78
  5   7  10  12  13  14  15  16  19  30  35  36  37  39  40  44  46  51  54  55  56  58  61  63  75  78  79
  2   6   8  11  13  14  16  17  20  28  31  36  37  38  40  45  47  52  55  56  57  59  62  64  67  76  79
  2   3   7   9  12  14  17  18  21  28  29  32  37  38  39  46  48  53  56  57  58  60  63  65  67  68  77
  2   3   4   8  10  13  18  19  22  29  30  33  38  39  40  41  47  49  57  58  59  61  64  66  68  69  78
  3   4   5   9  11  14  19  20  23  28  30  31  34  39  40  42  48  50  54  58  59  60  62  65  69  70  79
  2   4   5   6  10  12  20  21  24  28  29  31  32  35  40  43  49  51  55  59  60  61  63  66  67  70  71
  3   5   6   7  11  13  21  22  25  28  29  30  32  33  36  44  50  52  54  56  60  61  62  64  68  71  72
  4   6   7   8  12  14  22  23  26  32  38  40  42  43  44  46  47  50  56  59  60  68  70  74  75  76  78
  2   5   7   8   9  13  23  24  27  28  33  39  43  44  45  47  48  51  57  60  61  69  71  75  76  77  79
  3   6   8   9  10  14  15  24  25  29  34  40  44  45  46  48  49  52  58  61  62  67  70  72  76  77  78
  2   4   7   9  10  11  16  25  26  28  30  35  45  46  47  49  50  53  59  62  63  68  71  73  77  78  79
  3   5   8  10  11  12  17  26  27  29  31  36  41  46  47  48  50  51  60  63  64  67  69  72  74  78  79
  4   6   9  11  12  13  15  18  27  30  32  37  42  47  48  49  51  52  61  64  65  67  68  70  73  75  79
  5   7  10  12  13  14  15  16  19  31  33  38  43  48  49  50  52  53  62  65  66  67  68  69  71  74  76
  2   6   8  11  13  14  16  17  20  32  34  39  41  44  49  50  51  53  54  63  66  68  69  70  72  75  77
  2   3   7   9  12  14  17  18  21  33  35  40  41  42  45  50  51  52  54  55  64  69  70  71  73  76  78
  2   3   4   8  10  13  18  19  22  28  34  36  42  43  46  51  52  53  55  56  65  70  71  72  74  77  79
  3   4   5   9  11  14  19  20  23  29  35  37  41  43  44  47  52  53  56  57  66  67  71  72  73  75  78
  2   4   5   6  10  12  20  21  24  30  36  38  41  42  44  45  48  53  54  57  58  68  72  73  74  76  79
  3   5   6   7  11  13  21  22  25  31  37  39  41  42  43  45  46  49  55  58  59  67  69  73  74  75  77
  9  10  13  17  19  20  21  25  27  29  30  31  33  34  37  45  51  53  56  59  60  68  70  74  75  76  78
 10  11  14  15  18  20  21  22  26  30  31  32  34  35  38  41  46  52  57  60  61  69  71  75  76  77  79
  2  11  12  16  19  21  22  23  27  31  32  33  35  36  39  42  47  53  58  61  62  67  70  72  76  77  78
  3  12  13  15  17  20  22  23  24  32  33  34  36  37  40  41  43  48  59  62  63  68  71  73  77  78  79
  4  13  14  16  18  21  23  24  25  28  33  34  35  37  38  42  44  49  60  63  64  67  69  72  74  78  79
  2   5  14  17  19  22  24  25  26  29  34  35  36  38  39  43  45  50  61  64  65  67  68  70  73  75  79
  2   3   6  18  20  23  25  26  27  30  35  36  37  39  40  44  46  51  62  65  66  67  68  69  71  74  76
  3   4   7  15  19  21  24  26  27  28  31  36  37  38  40  45  47  52  54  63  66  68  69  70  72  75  77
  4   5   8  15  16  20  22  25  27  28  29  32  37  38  39  46  48  53  54  55  64  69  70  71  73  76  78
  5   6   9  15  16  17  21  23  26  29  30  33  38  39  40  41  47  49  55  56  65  70  71  72  74  77  79
  6   7  10  16  17  18  22  24  27  28  30  31  34  39  40  42  48  50  56  57  66  67  71  72  73  75  78
  7   8  11  15  17  18  19  23  25  28  29  31  32  35  40  43  49  51  54  57  58  68  72  73  74  76  79
  8   9  12  16  18  19  20  24  26  28  29  30  32  33  36  44  50  52  55  58  59  67  69  73  74  75  77
  9  10  13  17  19  20  21  25  27  32  38  40  42  43  44  46  47  50  55  57  61  62  63  65  69  72  73
 10  11  14  15  18  20  21  22  26  28  33  39  43  44  45  47  48  51  56  58  62  63  64  66  70  73  74
  2  11  12  16  19  21  22  23  27  29  34  40  44  45  46  48  49  52  54  57  59  63  64  65  71  74  75
  3  12  13  15  17  20  22  23  24  28  30  35  45  46  47  49  50  53  55  58  60  64  65  66  72  75  76
  4  13  14  16  18  21  23  24  25  29  31  36  41  46  47  48  50  51  54  56  59  61  65  66  73  76  77
  2   5  14  17  19  22  24  25  26  30  32  37  42  47  48  49  51  52  54  55  57  60  62  66  74  77  78
  2   3   6  18  20  23  25  26  27  31  33  38  43  48  49  50  52  53  54  55  56  58  61  63  75  78  79
  3   4   7  15  19  21  24  26  27  32  34  39  41  44  49  50  51  53  55  56  57  59  62  64  67  76  79
  4   5   8  15  16  20  22  25  27  33  35  40  41  42  45  50  51  52  56  57  58  60  63  65  67  68  77
  5   6   9  15  16  17  21  23  26  28  34  36  42  43  46  51  52  53  57  58  59  61  64  66  68  69  78
  6   7  10  16  17  18  22  24  27  29  35  37  41  43  44  47  52  53  54  58  59  60  62  65  69  70  79
  7   8  11  15  17  18  19  23  25  30  36  38  41  42  44  45  48  53  55  59  60  61  63  66  67  70  71
  8   9  12  16  18  19  20  24  26  31  37  39  41  42  43  45  46  49  54  56  60  61  62  64  68  71  72
```

- Lösung 6

```
  1   2   3   4   5   6   7   8   9  10  11  12  13  14  15  16  17  18  19  20  21  22  23  24  25  26  27
  1   2   6  12  14  15  19  25  27  29  31  35  36  37  39  42  44  48  49  50  52  56  59  60  69  72  73
  1   2   3   7  13  15  16  20  26  30  32  36  37  38  40  43  45  49  50  51  53  57  60  61  70  73  74
  1   3   4   8  14  16  17  21  27  28  31  33  37  38  39  41  44  46  50  51  52  58  61  62  71  74  75
  1   2   4   5   9  15  17  18  22  29  32  34  38  39  40  42  45  47  51  52  53  59  62  63  72  75  76
  1   3   5   6  10  16  18  19  23  28  30  33  35  39  40  41  43  46  48  52  53  60  63  64  73  76  77
  1   4   6   7  11  17  19  20  24  28  29  31  34  36  40  41  42  44  47  49  53  61  64  65  74  77  78
  1   5   7   8  12  18  20  21  25  28  29  30  32  35  37  41  42  43  45  48  50  62  65  66  75  78  79
  1   6   8   9  13  19  21  22  26  29  30  31  33  36  38  42  43  44  46  49  51  54  63  66  67  76  79
  1   7   9  10  14  20  22  23  27  30  31  32  34  37  39  43  44  45  47  50  52  54  55  64  67  68  77
  1   2   8  10  11  15  21  23  24  31  32  33  35  38  40  44  45  46  48  51  53  55  56  65  68  69  78
  1   3   9  11  12  16  22  24  25  28  32  33  34  36  39  41  45  46  47  49  52  56  57  66  69  70  79
  1   4  10  12  13  17  23  25  26  29  33  34  35  37  40  42  46  47  48  50  53  54  57  58  67  70  71
  1   5  11  13  14  18  24  26  27  28  30  34  35  36  38  41  43  47  48  49  51  55  58  59  68  71  72
  1   2   6  12  14  15  19  25  27  30  33  34  43  46  47  55  57  61  62  63  65  68  70  74  75  76  78
  1   2   3   7  13  15  16  20  26  31  34  35  44  47  48  56  58  62  63  64  66  69  71  75  76  77  79
  1   3   4   8  14  16  17  21  27  32  35  36  45  48  49  54  57  59  63  64  65  67  70  72  76  77  78
  1   2   4   5   9  15  17  18  22  33  36  37  46  49  50  55  58  60  64  65  66  68  71  73  77  78  79
  1   3   5   6  10  16  18  19  23  34  37  38  47  50  51  54  56  59  61  65  66  67  69  72  74  78  79
  1   4   6   7  11  17  19  20  24  35  38  39  48  51  52  54  55  57  60  62  66  67  68  70  73  75  79
  1   5   7   8  12  18  20  21  25  36  39  40  49  52  53  54  55  56  58  61  63  67  68  69  71  74  76
  1   6   8   9  13  19  21  22  26  28  37  40  41  50  53  55  56  57  59  62  64  68  69  70  72  75  77
  1   7   9  10  14  20  22  23  27  28  29  38  41  42  51  56  57  58  60  63  65  69  70  71  73  76  78
  1   2   8  10  11  15  21  23  24  29  30  39  42  43  52  57  58  59  61  64  66  70  71  72  74  77  79
  1   3   9  11  12  16  22  24  25  30  31  40  43  44  53  54  58  59  60  62  65  67  71  72  73  75  78
  1   4  10  12  13  17  23  25  26  28  31  32  41  44  45  55  59  60  61  63  66  68  72  73  74  76  79
  1   5  11  13  14  18  24  26  27  29  32  33  42  45  46  54  56  60  61  62  64  67  69  73  74  75  77
  6   9  10  12  13  14  16  18  24  32  35  36  38  39  40  42  44  50  58  61  62  64  65  66  68  70  76
  2   7  10  11  13  14  17  19  25  28  33  36  37  39  40  43  45  51  54  59  62  63  65  66  69  71  77
  2   3   8  11  12  14  18  20  26  28  29  34  37  38  40  44  46  52  54  55  60  63  64  66  70  72  78
  2   3   4   9  12  13  19  21  27  28  29  30  35  38  39  45  47  53  54  55  56  61  64  65  71  73  79
  3   4   5  10  13  14  15  20  22  29  30  31  36  39  40  41  46  48  55  56  57  62  65  66  67  72  74
  2   4   5   6  11  14  16  21  23  28  30  31  32  37  40  42  47  49  54  56  57  58  63  66  68  73  75
  2   3   5   6   7  12  17  22  24  28  29  31  32  33  38  43  48  50  54  55  57  58  59  64  69  74  76
  3   4   6   7   8  13  18  23  25  29  30  32  33  34  39  44  49  51  55  56  58  59  60  65  70  75  77
  4   5   7   8   9  14  19  24  26  30  31  33  34  35  40  45  50  52  56  57  59  60  61  66  71  76  78
  2   5   6   8   9  10  20  25  27  28  31  32  34  35  36  46  51  53  54  57  58  60  61  62  72  77  79
  3   6   7   9  10  11  15  21  26  29  32  33  35  36  37  41  47  52  55  58  59  61  62  63  67  73  78
  4   7   8  10  11  12  16  22  27  30  33  34  36  37  38  42  48  53  56  59  60  62  63  64  68  74  79
  5   8   9  11  12  13  15  17  23  31  34  35  37  38  39  41  43  49  57  60  61  63  64  65  67  69  75
  6   9  10  12  13  14  16  18  24  29  31  37  45  48  49  51  52  53  55  57  63  71  74  75  77  78  79
  2   7  10  11  13  14  17  19  25  30  32  38  41  46  49  50  52  53  56  58  64  67  72  75  76  78  79
  2   3   8  11  12  14  18  20  26  31  33  39  41  42  47  50  51  53  57  59  65  67  68  73  76  77  79
  2   3   4   9  12  13  19  21  27  32  34  40  41  42  43  48  51  52  58  60  66  67  68  69  74  77  78
  3   4   5  10  13  14  15  20  22  28  33  35  42  43  44  49  52  53  54  59  61  68  69  70  75  78  79
  2   4   5   6  11  14  16  21  23  29  34  36  41  43  44  45  50  53  55  60  62  67  69  70  71  76  79
  2   3   5   6   7  12  17  22  24  30  35  37  41  42  44  45  46  51  56  61  63  67  68  70  71  72  77
  3   4   6   7   8  13  18  23  25  31  36  38  42  43  45  46  47  52  57  62  64  68  69  71  72  73  78
  4   5   7   8   9  14  19  24  26  32  37  39  43  44  46  47  48  53  58  63  65  69  70  72  73  74  79
  2   5   6   8   9  10  20  25  27  33  38  40  41  44  45  47  48  49  59  64  66  67  70  71  73  74  75
  3   6   7   9  10  11  15  21  26  28  34  39  42  45  46  48  49  50  54  60  65  68  71  72  74  75  76
  4   7   8  10  11  12  16  22  27  29  35  40  43  46  47  49  50  51  55  61  66  69  72  73  75  76  77
  5   8   9  11  12  13  15  17  23  28  30  36  44  47  48  50  51  52  54  56  62  70  73  74  76  77  78
  6  12  14  17  20  21  22  23  26  30  32  33  34  38  40  48  49  52  61  62  65  69  71  72  73  77  79
  2   7  13  18  21  22  23  24  27  28  31  33  34  35  39  49  50  53  62  63  66  67  70  72  73  74  78
  3   8  14  15  19  22  23  24  25  29  32  34  35  36  40  41  50  51  54  63  64  68  71  73  74  75  79
  2   4   9  16  20  23  24  25  26  28  30  33  35  36  37  42  51  52  55  64  65  67  69  72  74  75  76
  3   5  10  17  21  24  25  26  27  29  31  34  36  37  38  43  52  53  56  65  66  68  70  73  75  76  77
  4   6  11  15  18  22  25  26  27  30  32  35  37  38  39  41  44  53  54  57  66  69  71  74  76  77  78
  5   7  12  15  16  19  23  26  27  31  33  36  38  39  40  41  42  45  54  55  58  70  72  75  77  78  79
  6   8  13  15  16  17  20  24  27  28  32  34  37  39  40  42  43  46  55  56  59  67  71  73  76  78  79
  7   9  14  15  16  17  18  21  25  28  29  33  35  38  40  43  44  47  56  57  60  67  68  72  74  77  79
  2   8  10  16  17  18  19  22  26  28  29  30  34  36  39  44  45  48  57  58  61  67  68  69  73  75  78
  3   9  11  17  18  19  20  23  27  29  30  31  35  37  40  45  46  49  58  59  62  68  69  70  74  76  79
  4  10  12  15  18  19  20  21  24  28  30  31  32  36  38  46  47  50  59  60  63  67  69  70  71  75  77
  5  11  13  16  19  20  21  22  25  29  31  32  33  37  39  47  48  51  60  61  64  68  70  71  72  76  78
  6  12  14  17  20  21  22  23  26  35  36  39  43  45  46  47  51  53  56  58  59  60  64  66  74  75  78
  2   7  13  18  21  22  23  24  27  36  37  40  41  44  46  47  48  52  54  57  59  60  61  65  75  76  79
  3   8  14  15  19  22  23  24  25  28  37  38  42  45  47  48  49  53  55  58  60  61  62  66  67  76  77
  2   4   9  16  20  23  24  25  26  29  38  39  41  43  46  48  49  50  54  56  59  61  62  63  68  77  78
  3   5  10  17  21  24  25  26  27  30  39  40  42  44  47  49  50  51  55  57  60  62  63  64  69  78  79
  4   6  11  15  18  22  25  26  27  28  31  40  43  45  48  50  51  52  56  58  61  63  64  65  67  70  79
  5   7  12  15  16  19  23  26  27  28  29  32  44  46  49  51  52  53  57  59  62  64  65  66  67  68  71
  6   8  13  15  16  17  20  24  27  29  30  33  41  45  47  50  52  53  54  58  60  63  65  66  68  69  72
  7   9  14  15  16  17  18  21  25  30  31  34  41  42  46  48  51  53  54  55  59  61  64  66  69  70  73
  2   8  10  16  17  18  19  22  26  31  32  35  41  42  43  47  49  52  54  55  56  60  62  65  70  71  74
  3   9  11  17  18  19  20  23  27  32  33  36  42  43  44  48  50  53  55  56  57  61  63  66  71  72  75
  4  10  12  15  18  19  20  21  24  33  34  37  41  43  44  45  49  51  54  56  57  58  62  64  72  73  76
  5  11  13  16  19  20  21  22  25  34  35  38  42  44  45  46  50  52  55  57  58  59  63  65  73  74  77
```

- Lösung 7

```
  1   2   3   4   5   6   7   8   9  10  11  12  13  14  15  16  17  18  19  20  21  22  23  24  25  26  27
  1   2   3   5  11  15  16  18  24  29  30  31  33  34  37  42  43  44  46  47  50  58  64  66  71  77  79
  1   3   4   6  12  16  17  19  25  30  31  32  34  35  38  43  44  45  47  48  51  54  59  65  67  72  78
  1   4   5   7  13  17  18  20  26  31  32  33  35  36  39  44  45  46  48  49  52  55  60  66  68  73  79
  1   5   6   8  14  18  19  21  27  32  33  34  36  37  40  45  46  47  49  50  53  54  56  61  67  69  74
  1   2   6   7   9  15  19  20  22  28  33  34  35  37  38  41  46  47  48  50  51  55  57  62  68  70  75
  1   3   7   8  10  16  20  21  23  29  34  35  36  38  39  42  47  48  49  51  52  56  58  63  69  71  76
  1   4   8   9  11  17  21  22  24  30  35  36  37  39  40  43  48  49  50  52  53  57  59  64  70  72  77
  1   5   9  10  12  18  22  23  25  28  31  36  37  38  40  41  44  49  50  51  53  58  60  65  71  73  78
  1   6  10  11  13  19  23  24  26  28  29  32  37  38  39  41  42  45  50  51  52  59  61  66  72  74  79
  1   7  11  12  14  20  24  25  27  29  30  33  38  39  40  42  43  46  51  52  53  54  60  62  67  73  75
  1   2   8  12  13  15  21  25  26  28  30  31  34  39  40  41  43  44  47  52  53  55  61  63  68  74  76
  1   3   9  13  14  16  22  26  27  28  29  31  32  35  40  41  42  44  45  48  53  56  62  64  69  75  77
  1   2   4  10  14  15  17  23  27  28  29  30  32  33  36  41  42  43  45  46  49  57  63  65  70  76  78
  1   2   3   5  11  15  16  18  24  32  38  40  45  51  53  55  56  57  59  60  63  68  69  70  72  73  76
  1   3   4   6  12  16  17  19  25  28  33  39  41  46  52  56  57  58  60  61  64  69  70  71  73  74  77
  1   4   5   7  13  17  18  20  26  29  34  40  42  47  53  57  58  59  61  62  65  70  71  72  74  75  78
  1   5   6   8  14  18  19  21  27  28  30  35  41  43  48  58  59  60  62  63  66  71  72  73  75  76  79
  1   2   6   7   9  15  19  20  22  29  31  36  42  44  49  54  59  60  61  63  64  67  72  73  74  76  77
  1   3   7   8  10  16  20  21  23  30  32  37  43  45  50  55  60  61  62  64  65  68  73  74  75  77  78
  1   4   8   9  11  17  21  22  24  31  33  38  44  46  51  56  61  62  63  65  66  69  74  75  76  78  79
  1   5   9  10  12  18  22  23  25  32  34  39  45  47  52  54  57  62  63  64  66  67  70  75  76  77  79
  1   6  10  11  13  19  23  24  26  33  35  40  46  48  53  54  55  58  63  64  65  67  68  71  76  77  78
  1   7  11  12  14  20  24  25  27  28  34  36  41  47  49  55  56  59  64  65  66  68  69  72  77  78  79
  1   2   8  12  13  15  21  25  26  29  35  37  42  48  50  54  56  57  60  65  66  67  69  70  73  78  79
  1   3   9  13  14  16  22  26  27  30  36  38  43  49  51  54  55  57  58  61  66  67  68  70  71  74  79
  1   2   4  10  14  15  17  23  27  31  37  39  44  50  52  54  55  56  58  59  62  67  68  69  71  72  75
  3   5   6  11  12  14  22  23  26  29  31  35  36  37  39  43  46  47  55  57  61  62  63  65  69  72  73
  2   4   6   7  12  13  23  24  27  30  32  36  37  38  40  44  47  48  56  58  62  63  64  66  70  73  74
  3   5   7   8  13  14  15  24  25  28  31  33  37  38  39  45  48  49  54  57  59  63  64  65  71  74  75
  2   4   6   8   9  14  16  25  26  29  32  34  38  39  40  46  49  50  55  58  60  64  65  66  72  75  76
  2   3   5   7   9  10  17  26  27  28  30  33  35  39  40  47  50  51  54  56  59  61  65  66  73  76  77
  3   4   6   8  10  11  15  18  27  28  29  31  34  36  40  48  51  52  54  55  57  60  62  66  74  77  78
  4   5   7   9  11  12  15  16  19  28  29  30  32  35  37  49  52  53  54  55  56  58  61  63  75  78  79
  5   6   8  10  12  13  16  17  20  29  30  31  33  36  38  41  50  53  55  56  57  59  62  64  67  76  79
  6   7   9  11  13  14  17  18  21  30  31  32  34  37  39  41  42  51  56  57  58  60  63  65  67  68  77
  2   7   8  10  12  14  18  19  22  31  32  33  35  38  40  42  43  52  57  58  59  61  64  66  68  69  78
  2   3   8   9  11  13  19  20  23  28  32  33  34  36  39  43  44  53  54  58  59  60  62  65  69  70  79
  3   4   9  10  12  14  20  21  24  29  33  34  35  37  40  41  44  45  55  59  60  61  63  66  67  70  71
  2   4   5  10  11  13  21  22  25  28  30  34  35  36  38  42  45  46  54  56  60  61  62  64  68  71  72
  3   5   6  11  12  14  22  23  26  30  33  34  42  44  48  49  50  52  56  59  60  68  70  74  75  76  78
  2   4   6   7  12  13  23  24  27  31  34  35  43  45  49  50  51  53  57  60  61  69  71  75  76  77  79
  3   5   7   8  13  14  15  24  25  32  35  36  41  44  46  50  51  52  58  61  62  67  70  72  76  77  78
  2   4   6   8   9  14  16  25  26  33  36  37  42  45  47  51  52  53  59  62  63  68  71  73  77  78  79
  2   3   5   7   9  10  17  26  27  34  37  38  41  43  46  48  52  53  60  63  64  67  69  72  74  78  79
  3   4   6   8  10  11  15  18  27  35  38  39  41  42  44  47  49  53  61  64  65  67  68  70  73  75  79
  4   5   7   9  11  12  15  16  19  36  39  40  41  42  43  45  48  50  62  65  66  67  68  69  71  74  76
  5   6   8  10  12  13  16  17  20  28  37  40  42  43  44  46  49  51  54  63  66  68  69  70  72  75  77
  6   7   9  11  13  14  17  18  21  28  29  38  43  44  45  47  50  52  54  55  64  69  70  71  73  76  78
  2   7   8  10  12  14  18  19  22  29  30  39  44  45  46  48  51  53  55  56  65  70  71  72  74  77  79
  2   3   8   9  11  13  19  20  23  30  31  40  41  45  46  47  49  52  56  57  66  67  71  72  73  75  78
  3   4   9  10  12  14  20  21  24  28  31  32  42  46  47  48  50  53  54  57  58  68  72  73  74  76  79
  2   4   5  10  11  13  21  22  25  29  32  33  41  43  47  48  49  51  55  58  59  67  69  73  74  75  77
  9  10  13  16  18  19  24  25  27  29  31  35  36  37  39  43  46  47  56  59  60  68  70  74  75  76  78
 10  11  14  15  17  19  20  25  26  30  32  36  37  38  40  44  47  48  57  60  61  69  71  75  76  77  79
  2  11  12  16  18  20  21  26  27  28  31  33  37  38  39  45  48  49  58  61  62  67  70  72  76  77  78
  3  12  13  15  17  19  21  22  27  29  32  34  38  39  40  46  49  50  59  62  63  68  71  73  77  78  79
  4  13  14  15  16  18  20  22  23  28  30  33  35  39  40  47  50  51  60  63  64  67  69  72  74  78  79
  2   5  14  16  17  19  21  23  24  28  29  31  34  36  40  48  51  52  61  64  65  67  68  70  73  75  79
  2   3   6  17  18  20  22  24  25  28  29  30  32  35  37  49  52  53  62  65  66  67  68  69  71  74  76
  3   4   7  18  19  21  23  25  26  29  30  31  33  36  38  41  50  53  54  63  66  68  69  70  72  75  77
  4   5   8  19  20  22  24  26  27  30  31  32  34  37  39  41  42  51  54  55  64  69  70  71  73  76  78
  5   6   9  15  20  21  23  25  27  31  32  33  35  38  40  42  43  52  55  56  65  70  71  72  74  77  79
  6   7  10  15  16  21  22  24  26  28  32  33  34  36  39  43  44  53  56  57  66  67  71  72  73  75  78
  7   8  11  16  17  22  23  25  27  29  33  34  35  37  40  41  44  45  54  57  58  68  72  73  74  76  79
  8   9  12  15  17  18  23  24  26  28  30  34  35  36  38  42  45  46  55  58  59  67  69  73  74  75  77
  9  10  13  16  18  19  24  25  27  30  33  34  42  44  48  49  50  52  55  57  61  62  63  65  69  72  73
 10  11  14  15  17  19  20  25  26  31  34  35  43  45  49  50  51  53  56  58  62  63  64  66  70  73  74
  2  11  12  16  18  20  21  26  27  32  35  36  41  44  46  50  51  52  54  57  59  63  64  65  71  74  75
  3  12  13  15  17  19  21  22  27  33  36  37  42  45  47  51  52  53  55  58  60  64  65  66  72  75  76
  4  13  14  15  16  18  20  22  23  34  37  38  41  43  46  48  52  53  54  56  59  61  65  66  73  76  77
  2   5  14  16  17  19  21  23  24  35  38  39  41  42  44  47  49  53  54  55  57  60  62  66  74  77  78
  2   3   6  17  18  20  22  24  25  36  39  40  41  42  43  45  48  50  54  55  56  58  61  63  75  78  79
  3   4   7  18  19  21  23  25  26  28  37  40  42  43  44  46  49  51  55  56  57  59  62  64  67  76  79
  4   5   8  19  20  22  24  26  27  28  29  38  43  44  45  47  50  52  56  57  58  60  63  65  67  68  77
  5   6   9  15  20  21  23  25  27  29  30  39  44  45  46  48  51  53  57  58  59  61  64  66  68  69  78
  6   7  10  15  16  21  22  24  26  30  31  40  41  45  46  47  49  52  54  58  59  60  62  65  69  70  79
  7   8  11  16  17  22  23  25  27  28  31  32  42  46  47  48  50  53  55  59  60  61  63  66  67  70  71
  8   9  12  15  17  18  23  24  26  29  32  33  41  43  47  48  49  51  54  56  60  61  62  64  68  71  72
```

- Lösung 8

```
  1   2   3   4   5   6   7   8   9  10  11  12  13  14  15  16  17  18  19  20  21  22  23  24  25  26  27
  1   2   6  12  14  15  19  25  27  29  31  32  37  38  40  42  44  45  50  51  53  56  59  60  69  72  73
  1   2   3   7  13  15  16  20  26  28  30  32  33  38  39  41  43  45  46  51  52  57  60  61  70  73  74
  1   3   4   8  14  16  17  21  27  29  31  33  34  39  40  42  44  46  47  52  53  58  61  62  71  74  75
  1   2   4   5   9  15  17  18  22  28  30  32  34  35  40  41  43  45  47  48  53  59  62  63  72  75  76
  1   3   5   6  10  16  18  19  23  28  29  31  33  35  36  41  42  44  46  48  49  60  63  64  73  76  77
  1   4   6   7  11  17  19  20  24  29  30  32  34  36  37  42  43  45  47  49  50  61  64  65  74  77  78
  1   5   7   8  12  18  20  21  25  30  31  33  35  37  38  43  44  46  48  50  51  62  65  66  75  78  79
  1   6   8   9  13  19  21  22  26  31  32  34  36  38  39  44  45  47  49  51  52  54  63  66  67  76  79
  1   7   9  10  14  20  22  23  27  32  33  35  37  39  40  45  46  48  50  52  53  54  55  64  67  68  77
  1   2   8  10  11  15  21  23  24  28  33  34  36  38  40  41  46  47  49  51  53  55  56  65  68  69  78
  1   3   9  11  12  16  22  24  25  28  29  34  35  37  39  41  42  47  48  50  52  56  57  66  69  70  79
  1   4  10  12  13  17  23  25  26  29  30  35  36  38  40  42  43  48  49  51  53  54  57  58  67  70  71
  1   5  11  13  14  18  24  26  27  28  30  31  36  37  39  41  43  44  49  50  52  55  58  59  68  71  72
  1   2   6  12  14  15  19  25  27  30  33  34  43  46  47  55  57  58  63  64  66  68  70  71  76  77  79
  1   2   3   7  13  15  16  20  26  31  34  35  44  47  48  54  56  58  59  64  65  67  69  71  72  77  78
  1   3   4   8  14  16  17  21  27  32  35  36  45  48  49  55  57  59  60  65  66  68  70  72  73  78  79
  1   2   4   5   9  15  17  18  22  33  36  37  46  49  50  54  56  58  60  61  66  67  69  71  73  74  79
  1   3   5   6  10  16  18  19  23  34  37  38  47  50  51  54  55  57  59  61  62  67  68  70  72  74  75
  1   4   6   7  11  17  19  20  24  35  38  39  48  51  52  55  56  58  60  62  63  68  69  71  73  75  76
  1   5   7   8  12  18  20  21  25  36  39  40  49  52  53  56  57  59  61  63  64  69  70  72  74  76  77
  1   6   8   9  13  19  21  22  26  28  37  40  41  50  53  57  58  60  62  64  65  70  71  73  75  77  78
  1   7   9  10  14  20  22  23  27  28  29  38  41  42  51  58  59  61  63  65  66  71  72  74  76  78  79
  1   2   8  10  11  15  21  23  24  29  30  39  42  43  52  54  59  60  62  64  66  67  72  73  75  77  79
  1   3   9  11  12  16  22  24  25  30  31  40  43  44  53  54  55  60  61  63  65  67  68  73  74  76  78
  1   4  10  12  13  17  23  25  26  28  31  32  41  44  45  55  56  61  62  64  66  68  69  74  75  77  79
  1   5  11  13  14  18  24  26  27  29  32  33  42  45  46  54  56  57  62  63  65  67  69  70  75  76  78
  6   9  10  12  13  14  16  18  24  30  32  33  34  38  40  48  49  52  56  58  59  60  64  66  74  75  78
  2   7  10  11  13  14  17  19  25  28  31  33  34  35  39  49  50  53  54  57  59  60  61  65  75  76  79
  2   3   8  11  12  14  18  20  26  29  32  34  35  36  40  41  50  51  55  58  60  61  62  66  67  76  77
  2   3   4   9  12  13  19  21  27  28  30  33  35  36  37  42  51  52  54  56  59  61  62  63  68  77  78
  3   4   5  10  13  14  15  20  22  29  31  34  36  37  38  43  52  53  55  57  60  62  63  64  69  78  79
  2   4   5   6  11  14  16  21  23  30  32  35  37  38  39  41  44  53  56  58  61  63  64  65  67  70  79
  2   3   5   6   7  12  17  22  24  31  33  36  38  39  40  41  42  45  57  59  62  64  65  66  67  68  71
  3   4   6   7   8  13  18  23  25  28  32  34  37  39  40  42  43  46  54  58  60  63  65  66  68  69  72
  4   5   7   8   9  14  19  24  26  28  29  33  35  38  40  43  44  47  54  55  59  61  64  66  69  70  73
  2   5   6   8   9  10  20  25  27  28  29  30  34  36  39  44  45  48  54  55  56  60  62  65  70  71  74
  3   6   7   9  10  11  15  21  26  29  30  31  35  37  40  45  46  49  55  56  57  61  63  66  71  72  75
  4   7   8  10  11  12  16  22  27  28  30  31  32  36  38  46  47  50  54  56  57  58  62  64  72  73  76
  5   8   9  11  12  13  15  17  23  29  31  32  33  37  39  47  48  51  55  57  58  59  63  65  73  74  77
  6   9  10  12  13  14  16  18  24  35  36  39  43  45  46  47  51  53  61  62  65  69  71  72  73  77  79
  2   7  10  11  13  14  17  19  25  36  37  40  41  44  46  47  48  52  62  63  66  67  70  72  73  74  78
  2   3   8  11  12  14  18  20  26  28  37  38  42  45  47  48  49  53  54  63  64  68  71  73  74  75  79
  2   3   4   9  12  13  19  21  27  29  38  39  41  43  46  48  49  50  55  64  65  67  69  72  74  75  76
  3   4   5  10  13  14  15  20  22  30  39  40  42  44  47  49  50  51  56  65  66  68  70  73  75  76  77
  2   4   5   6  11  14  16  21  23  28  31  40  43  45  48  50  51  52  54  57  66  69  71  74  76  77  78
  2   3   5   6   7  12  17  22  24  28  29  32  44  46  49  51  52  53  54  55  58  70  72  75  77  78  79
  3   4   6   7   8  13  18  23  25  29  30  33  41  45  47  50  52  53  55  56  59  67  71  73  76  78  79
  4   5   7   8   9  14  19  24  26  30  31  34  41  42  46  48  51  53  56  57  60  67  68  72  74  77  79
  2   5   6   8   9  10  20  25  27  31  32  35  41  42  43  47  49  52  57  58  61  67  68  69  73  75  78
  3   6   7   9  10  11  15  21  26  32  33  36  42  43  44  48  50  53  58  59  62  68  69  70  74  76  79
  4   7   8  10  11  12  16  22  27  33  34  37  41  43  44  45  49  51  59  60  63  67  69  70  71  75  77
  5   8   9  11  12  13  15  17  23  34  35  38  42  44  45  46  50  52  60  61  64  68  70  71  72  76  78
  3   5  11  19  22  23  25  26  27  30  32  33  34  38  40  48  49  52  61  62  65  69  71  72  73  77  79
  4   6  12  15  20  23  24  26  27  28  31  33  34  35  39  49  50  53  62  63  66  67  70  72  73  74  78
  5   7  13  15  16  21  24  25  27  29  32  34  35  36  40  41  50  51  54  63  64  68  71  73  74  75  79
  6   8  14  15  16  17  22  25  26  28  30  33  35  36  37  42  51  52  55  64  65  67  69  72  74  75  76
  2   7   9  16  17  18  23  26  27  29  31  34  36  37  38  43  52  53  56  65  66  68  70  73  75  76  77
  3   8  10  15  17  18  19  24  27  30  32  35  37  38  39  41  44  53  54  57  66  69  71  74  76  77  78
  4   9  11  15  16  18  19  20  25  31  33  36  38  39  40  41  42  45  54  55  58  70  72  75  77  78  79
  5  10  12  16  17  19  20  21  26  28  32  34  37  39  40  42  43  46  55  56  59  67  71  73  76  78  79
  6  11  13  17  18  20  21  22  27  28  29  33  35  38  40  43  44  47  56  57  60  67  68  72  74  77  79
  7  12  14  15  18  19  21  22  23  28  29  30  34  36  39  44  45  48  57  58  61  67  68  69  73  75  78
  2   8  13  16  19  20  22  23  24  29  30  31  35  37  40  45  46  49  58  59  62  68  69  70  74  76  79
  3   9  14  17  20  21  23  24  25  28  30  31  32  36  38  46  47  50  59  60  63  67  69  70  71  75  77
  2   4  10  18  21  22  24  25  26  29  31  32  33  37  39  47  48  51  60  61  64  68  70  71  72  76  78
  3   5  11  19  22  23  25  26  27  35  36  39  43  45  46  47  51  53  56  58  59  60  64  66  74  75  78
  4   6  12  15  20  23  24  26  27  36  37  40  41  44  46  47  48  52  54  57  59  60  61  65  75  76  79
  5   7  13  15  16  21  24  25  27  28  37  38  42  45  47  48  49  53  55  58  60  61  62  66  67  76  77
  6   8  14  15  16  17  22  25  26  29  38  39  41  43  46  48  49  50  54  56  59  61  62  63  68  77  78
  2   7   9  16  17  18  23  26  27  30  39  40  42  44  47  49  50  51  55  57  60  62  63  64  69  78  79
  3   8  10  15  17  18  19  24  27  28  31  40  43  45  48  50  51  52  56  58  61  63  64  65  67  70  79
  4   9  11  15  16  18  19  20  25  28  29  32  44  46  49  51  52  53  57  59  62  64  65  66  67  68  71
  5  10  12  16  17  19  20  21  26  29  30  33  41  45  47  50  52  53  54  58  60  63  65  66  68  69  72
  6  11  13  17  18  20  21  22  27  30  31  34  41  42  46  48  51  53  54  55  59  61  64  66  69  70  73
  7  12  14  15  18  19  21  22  23  31  32  35  41  42  43  47  49  52  54  55  56  60  62  65  70  71  74
  2   8  13  16  19  20  22  23  24  32  33  36  42  43  44  48  50  53  55  56  57  61  63  66  71  72  75
  3   9  14  17  20  21  23  24  25  33  34  37  41  43  44  45  49  51  54  56  57  58  62  64  72  73  76
  2   4  10  18  21  22  24  25  26  34  35  38  42  44  45  46  50  52  55  57  58  59  63  65  73  74  77
```

## Oval
Ein Oval des Blockplans ist eine Menge seiner Punkte, von welcher keine drei auf einem Block liegen. Hier sind Beispiele von Ovalen maximaler Ordnung dieses Blockplans (in jeder Zeile ist ein Oval durch die Menge seiner Punkte dargestellt):
- Lösung 1

```
  1  28  67
```

- Lösung 2 (sämtliche Ovale)

```
  2  15  28  41
  3  16  29  42 
  4  17  30  43  
  5  18  31  44  
  6  19  32  45   
  7  20  33  46  
  8  21  34  47  
  9  22  35  48  
 10  23  36  49  
 11  24  37  50  
 12  25  38  51  
 13  26  39  52   
 14  27  40  53  
```

- Lösung 3

```
  2  30  59
```

- Lösung 4 (sämtliche Ovale)

```
 28  41  54  67
 29  42  55  68 
 30  43  56  69   
 31  44  57  70  
 32  45  58  71   
 33  46  59  72  
 34  47  60  73  
 35  48  61  74   
 36  49  62  75  
 37  50  63  76  
 38  51  64  77  
 39  52  65  78   
 40  53  66  79   
```

- Lösung 5

```
  2  32  79
```

- Lösung 6

```
  2  15  28  41
```

- Lösung 7 (sämtliche Ovale)

```
 28  41  54  67
 29  42  55  68  
 30  43  56  69  
 31  44  57  70  
 32  45  58  71  
 33  46  59  72   
 34  47  60  73 
 35  48  61  74 
 36  49  62  75  
 37  50  63  76  
 38  51  64  77 
 39  52  65  78  
 40  53  66  79  
```

- Lösung 8 (sämtliche Ovale)

```
 28  41  54  67
 29  42  55  68  
 30  43  56  69  
 31  44  57  70 
 32  45  58  71  
 33  46  59  72   
 34  47  60  73   
 35  48  61  74  
 36  49  62  75  
 37  50  63  76  
 38  51  64  77  
 39  52  65  78  
 40  53  66  79
```